# リュイリエの公式

単位球上の球面三角形

リュイリエの公式（リュイリエのこうしき、英語: L'Huilier's formula）は、単位球における任意の球面三角形の3辺 a, b, c の長さから球過量 E を求める公式。アドリアン＝マリ・ルジャンドルが18世紀末に発表した著書『Eléments de géométrie』の中で「この非常にエレガントな式はサイモン・アントワーヌ・ジャン・リュイリエによる」旨の言及をしていることから彼に帰せられる。

## 概要
この公式は単位球における球面三角形の球過量 E を求めるものであるが、球過量は任意の球における球面三角形の面積に直接的に関係することから、リュイリエの公式は平面三角形におけるヘロンの公式の球面三角形版に相当している。

## 公式
リュイリエの公式 ― 単位球における球面三角形において、3辺の長さを a, b, c とし、半周長を s とすると、当該球面三角形の球過量 E は
{\displaystyle E=4\tan ^{-1}{\sqrt {\tan {\frac {s}{2}}\tan {\frac {s-a}{2}}\tan {\frac {s-b}{2}}\tan {\frac {s-c}{2}}}}.}

## 証明
球過量に関する最も基本的な公式であるジラールの公式から出発して、ドランブルの公式、三角関数の和積公式と積和公式、比例式における合除比の理 (Componendo and Dividendo Theorems) を用いた簡潔な証明が和文にて紹介されている。